# Protogrid
Protogrid ist eine kommerzielle Software für Rapid Application Development von Workflow- und Informationssystem-Anwendungen.

## Entstehung und Einordnung
Protogrid ist eine integrierte Anwendungsentwicklungs- und Betriebsplattform für Informationssysteme und Geschäftsanwendungen. Protogrid wird in der Cloud als Platform as a Service (PaaS) angeboten. Protogrid beinhaltet Server und Client. Der Client ist für Webbrowser, iOS, Android, Windows, macOS und Linux verfügbar. Bestandteil der Protogrid Umgebung ist ein User-Interface für Softwareentwickler. Dieses ist so ausgelegt, dass die Methodik des Rapid Application Development unterstützt wird. Im Backend werden NoSQL-Datenbanken verwendet. Geschäftslogik kann mittels JavaScript ergänzt werden.
Protogrid gehört zur Kategorie der Softwareentwicklungsplattformen mit einem universellen Ansatz für die Entwicklung von Informationssystemen mit Portabilität auf verschiedenen Plattformen. 2013 wurde an der Konferenz „NoSQL“ 2013 in Barcelona, unter dem Titel 'Building information systems using rapid application development methods' der erste Prototyp vorgestellt. Der Prototyp hieß damals xForge und wurde später in Protogrid umbenannt. Nach insgesamt drei Jahren Entwicklung wurde Anfang 2015 die Version 1.0 von Protogrid publiziert. Einer der Entwickler hat die technischen Überlegungen in einem Fachartikel beschrieben.

## Verwendungszweck und Einsatzgebiete
Protogrid eignet sich für die Entwicklung und den Betrieb von Individualsoftware der Kategorie Informationssysteme, für Mobile Business Apps und für Workflow-Anwendungen. Sie soll auch Nicht-Programmierern ermöglichen, eigene Geschäftsanwendungen zu erstellen. Das Preismodell lässt nur Organisationen mit klar eingrenzbarem Benutzerkreis zu (User müssen auf der Lohnliste sein), womit es z. B. für Vereine zu teuer ist. Beim erstmaligen Aktivieren eines Environments, wird eine Reihe von sog. Start-Anwendungen eingerichtet. Diese sind open source und sollen mögliche Einsatzgebiete aufzeigen.
Weitere Beispiele für Anwendungen sind Raumreservationssysteme, Knowledge-Management, eine Anwendung für die Organisation betriebsinterner Weiterbildungen, Dokumentenablage, Investitionsanträge, Projektanträge, redundantes Ticketing-System für den Fall von Totalausfall der lokalen IT-Infrastruktur, Zeiterfassung, Spesenerfassung, einfaches branchenspezifisches CRM, ein mobil verfügbarer Produktkatalog, betriebliche Sozialarbeit (Case Management), die Sammlung und Bewertung von Projektideen sowie Personaleinsatzplanung.

## Eigenschaften
Gemäß SourceForge hat Protogrid die folgenden Eigenschaften:
- Portabilität (Plattformunabhängigkeit): Protogrid-Anwendungen, die auf einer Plattform entwickelt wurden, können ohne zusätzlichen Programmieraufwand auf den anderen unterstützten Plattformen genutzt werden.
- Optimierung für Touchscreens und Bedienung mit Fingern
- Responsive Design: Protogrid-Anwendungen sind auf allen Bildschirmgrößen nutzbar. Felder und Spalten werden automatisch möglichst sinnvoll angeordnet. Einige Entwickler stufen dies jedoch als ungeeignet ein, da sie in Protogrid nicht über die gewünschte Freiheit verfügen (siehe Kritik).
- Cloud: Die Protogrid-Server befinden sich in einer Cloud und es müssen keine Server installiert werden. Die mit Protogrid entwickelten Programme werden mit dem Internet-Browser bedient.
- Offline-Nutzung
- Rapid Application Development

## Kritik
Man kann mit Protogrid schnell präsentierbare Resultate erreichen. Dies aber etwas auf Kosten von Freiheiten im Design der Benutzerschnittstelle, was für erfahrene Entwickler gewöhnungsbedürftig sein kann. Das Preismodell von Protogrid erschwert den Einsatz für Vereinsmitglieder, da diese in der Regel einen relativ niedrigen Mitgliederbeitrag an den Verein bezahlen.

## Technische Basis
Protogrid basiert ausschließlich auf Open-Source-Software. Dazu gehören insbesondere:
- Python
- JavaScript
- CouchDB
- Docker (Software)
- Node.js